# Rudolf Eisler (architekt)
Rudolf Eisler (8. května 1881, Vídeň – 5. května 1977 Vídeň) byl rakouský architekt.

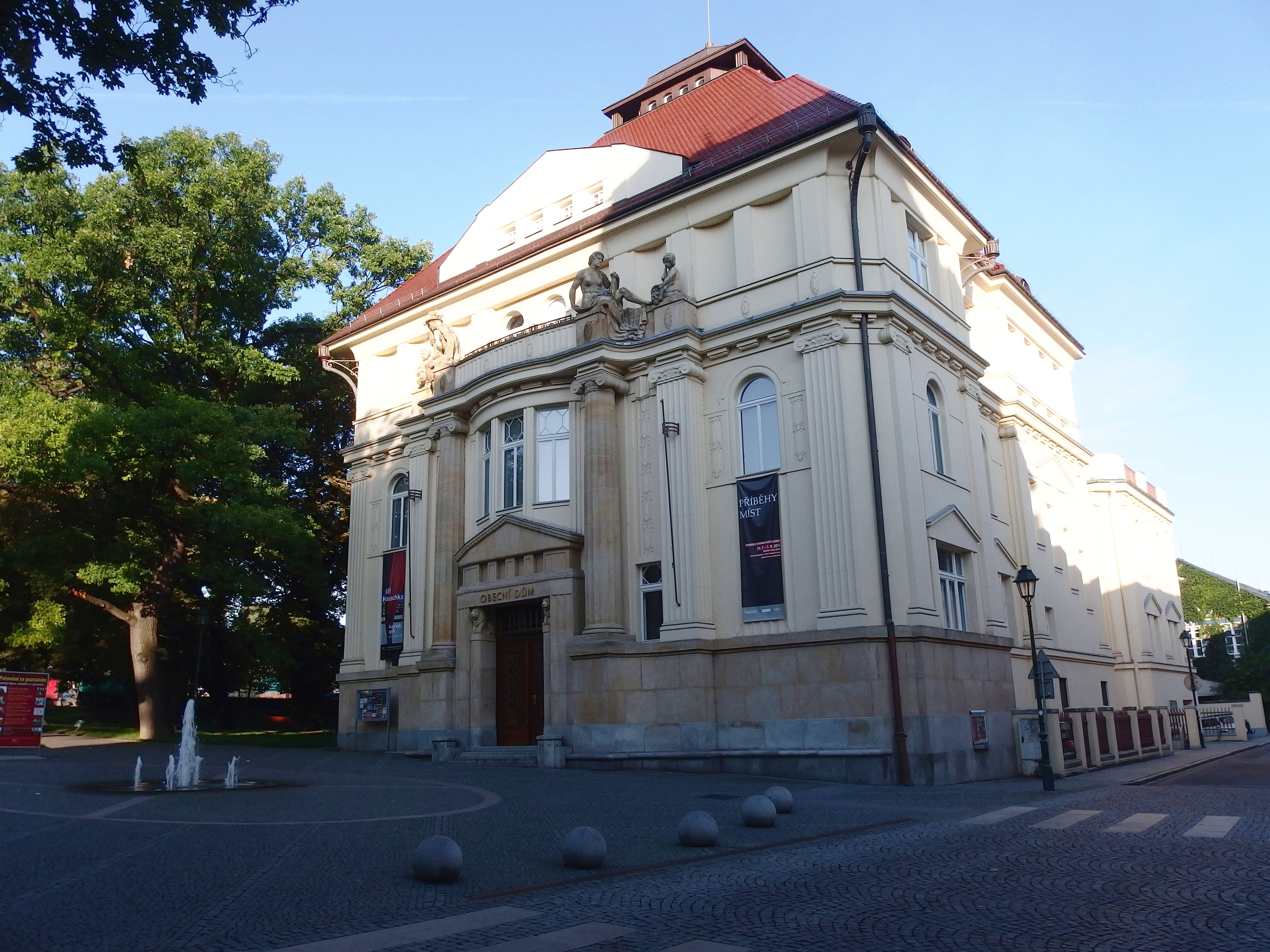
Opava, Obecní dům

## Život
Narodil se jako syn hostinského Karla Eislera. V roce 1899 ukončil Státní průmyslovou školu ve Vídni. V roce 1906 studoval architekturu na Akademii výtvarného umění ve Vídni u architekta Friedricha Ohmanna (1858–1927). Po studiích nastoupil do ateliéru pozemních staveb ministerstva vnitra. V roce 1906 se oženil s Annou Katharínou Pfeifer (1883–1975), s ní měl dvě děti. V roce 1908 se jim narodila dcera Theodora (1908–1969) a v roce 1910 syn Felix (1910–1942, architekt).
V roce 1912 nastoupil do služeb Rakousko-uherské (od roku 1918 Rakouské národní) banky, kde v letech 1924 až 1926 zastával funkci technického inspektora. Kromě toho od roku 1913 nebo 1914 pracoval jako architekt v kanceláři stavitele Ferdinanda Glasera. Od roku 1934 pracoval jako civilní inženýr. V letech 1941 až 1944 pracoval pro město Vídeň. Rudolf Eisler je pohřben na hřbitově v Grinzingeru.

## Dílo

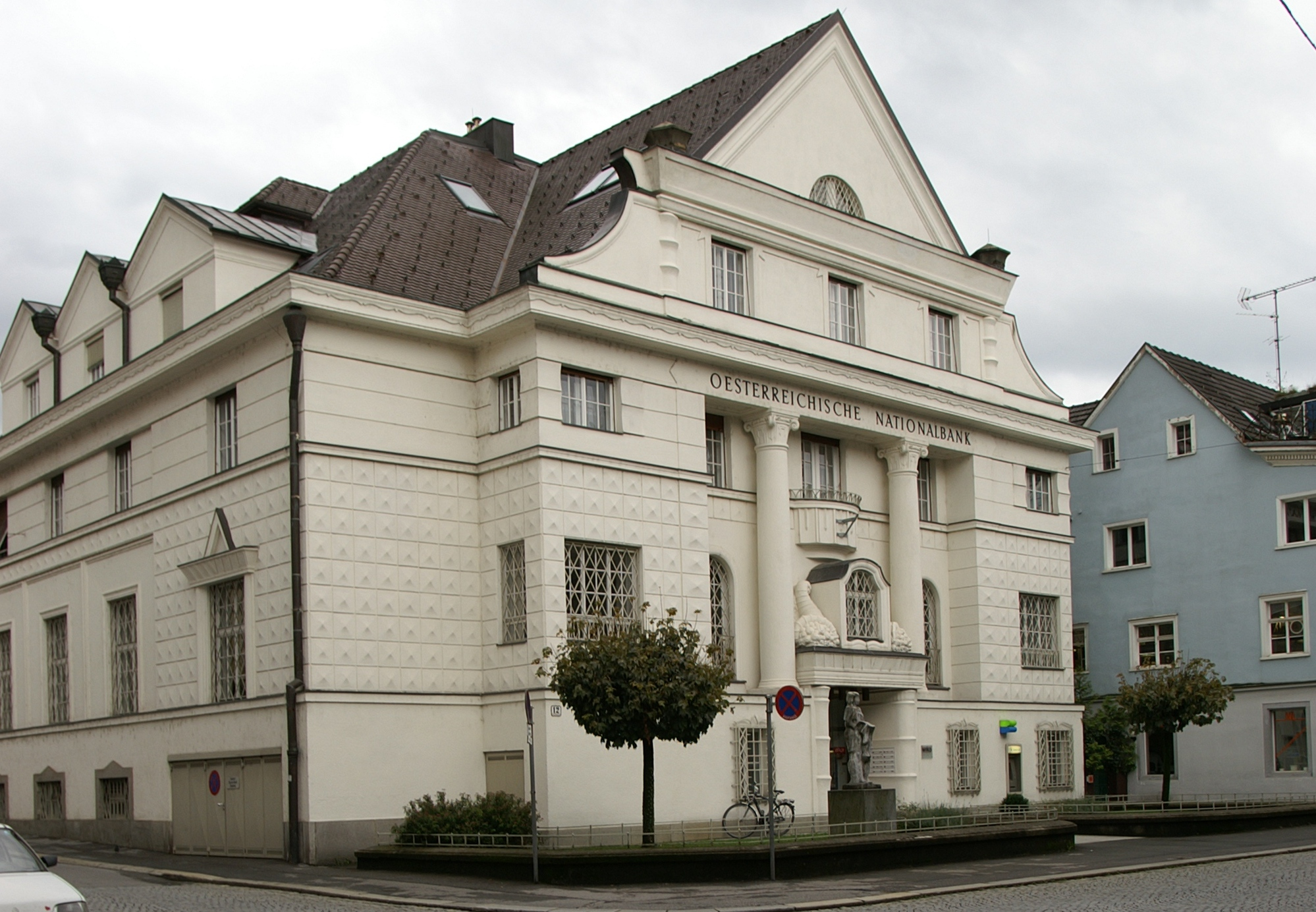
Rakouská národní banka

Jeho dílo i přes různorodost úkolů má jednotný styl. Ve svých předválečných návrzích směřoval od pozdní secese k Heimatstilu, po válce projektoval ve střízlivém neoklasicismu.
V době, kdy byl zaměstnán v ateliéru pozemních staveb ministerstva vnitra, pracoval na návrhu okresního soudu ve Znojmě a okresního soudu v Schärdingu.
- 1908 Jubilejní škola císaře Františka Josefa, Vídeň-Liesing, Pülslgasse 28

Ve službách Rakouské národní banky vypracoval množství návrhů bankovních budov v různých městech monarchie.
- 1913 filiálka Rakousko-uherské banky v Krnově (nám. Minoritů 7)[2]

- další filiálky v Jihlavě a Prostějově

- 1914–1918 pobočka Rakousko-uherské banky v Opavě, Monumentální budova postavena v novobarokním stylu. V průčelí pískovcové polosloupy ionského řádu a sochami Ceres a Merkura na balkoně v průčelí. Stavbu realizovala firma Aloise Geldnera.[3]

- 1918–1925 přestavba Rakouské národní banky ve Vídni
- 1923 Továrna vlněných výrobků Bernhard Altmann, vídeňská čtvrt Margareten, Siebenbrunnengasse 19-21 (s Ferdinandem Glaserem)
- 1925–1930 Rakouská národní banka
- 1925 filiálka v Bregenz, Eisenstadt
- 1929 filiálka v Innsbrucku (s Ferdinandem Glaserem)
- 1930–1931 Nájemní domy pro zaměstnance Rakouské národní banky, Vídeň-Währing, Hockegasse 55-57 (s Ferdinandem Glaserem)
- 1934 vila ve Vídni-Währingu, Grinzinger Steig 5 (dům Rudolfa Eislera)

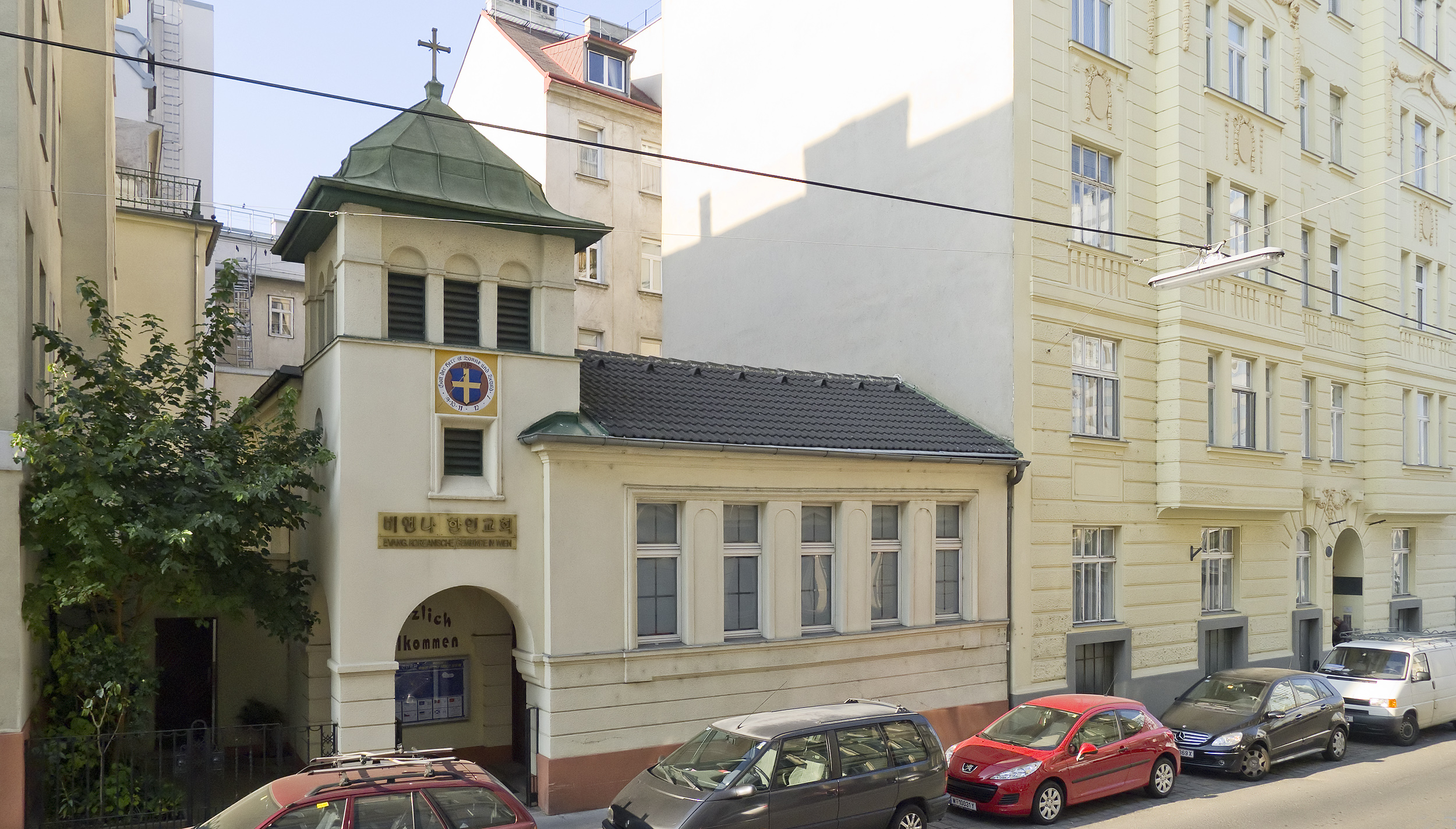
Evangelický kostel ve Vídni

- 1947–1948 Evangelický kostel, Vídeň Landstrasse, Schützengasse 13 (s H. Itzingerem)
- 1950–1951 Nájemní domy ve Vídni, Vídeň Landstrasse, Kleingasse 6-18 (s Josefem Baudym)
- 1952–1953 Nájemní domy ve Vídni, Vídeň Döbling (Julius-Deutsch-Hof), Grinzinger Allee 54 (s Carl Wilhelm Schmidtem)
- 1961–1962 Nájemní domy ve Vídni, Vídeň Währing, Pötzleinsdorfer Straße 100

Stavby v Praze
Seznam pražských staveb:
- 1922–1923 přestavba a zvýšení domu čp. 1568 (nároží ulic Washingtonovy a Růžové)
- 1927 rodinný dům čp. 41 ve Střešovicích (postavila firma Ehrman & Steuer)
- 1928-1929 Vila Bubenečská 731/59 (postavila firma Lampl und Fuchs)[5]
- 1934 nájemní dům čp. 834 v Bubenči, ulice Dr. Z. Wintra
- 1938–1940 kancelářský a obytný dům čp. 496, ulice Havelská, Staré Město pražské

### Nerealizované projekty
Seznam nedokončených projektů:
- 1909 hřbitov v Bílsku
- 1911 Mozartův dům v Salcburku
- 1913 dům Obchodní a živnostenské komory v Linci